# Лиинамаа, Кейо
Кейо Антеро Лиинамаа (фин. Keijo Antero Liinamaa; 6 апреля 1929, Мянття — 28 июня 1980, Хельсинки) — общественный и политический деятель Финляндии, премьер-министр страны (1975).

## Биография
По образованию адвокат, специализировался в области трудового права, работал в финском Центральном союзе профсоюзов, сити-менеджером города Мянтя, в 1965 стал Национальным посредником с трудовых спорах, в этом качестве предотвратил несколько крупных забастовок. В 1967 по поручению премьер-министра Р. Паасио Лиинамаа вёл переговоры с организациями работодателей и профсоюзов, которые привели к заключению общенационального соглащения о политике доходов. Входил в первый кабинет Т. Аура в качестве министра юстиции, во втором кабинете Т. Аура занимал пост министра труда с октября 1971 по февраль 1972.
После выборов 1975 года, когда политические партии Финляндии не смогли договориться об условиях формирования коалиционного правительства, президент У. Кекконен назначил Лиинамаа на пост премьер-министра временного правительства, на котором он находился с июня по ноябрь 1975.